# Livre vert (rapport)
Pour les articles homonymes, voir Livre vert.
Un livre vert est un rapport officiel de la Commission européenne renfermant un ensemble de propositions destinées à être discutées, en vue de l'élaboration d'une politique.
Les livres verts contiennent un éventail d’idées destinées à alimenter un débat ou une consultation publique sur un thème donné.
En réponse à une présentation de la thématique, les parties prenantes ou individus intéressés par le sujet, sont invités à exprimer par écrit leur avis sur les propositions émises, avant une date limite.
Le livre vert peut éventuellement être suivi d'un livre blanc qui sera plus argumenté et destiné à préparer des décisions politiques.